# Caroline Robert
Caroline Robert, née le 7 octobre 1962, est une médecin et chercheuse français travaillant pour l'Inserm, chef du service de dermatologie de l’Institut Gustave Roussy. Elle est récipiendaire du prix Recherche 2015 de l'Inserm pour ses travaux sur le traitement des mélanomes métastatiques par l’immunothérapie et par thérapies ciblées.

## Biographie
Caroline Robert fait des études de médecine l’université Paris V (Hôpital Cochin) et effectue un clinicat à l'hôpital Saint-Louis en dermatologie. Elle quitte la France et rejoint les États-Unis pour un travailler trois ans et demi dans un laboratoire de recherche à l'Harvard Medical School. Elle présente sa thèse de sciences en Immunologie et Immunothérapie à l’université Paris-Sud.
De 2014 à 2017, elle préside le groupe Mélanome de l’Organisation européenne pour la recherche et le traitement du cancer (EORTC), et est membre de plusieurs groupes coopérateurs en recherche et en médecine : European Association of Dermato-Venereology (EADV), la Société française de dermatologie, Association américaine pour la recherche sur le cancer (en)American association of Clinical Research (AACR), American Society of Clinical Oncology, American Society of Clinical Oncology (ASCO), et l'European Association of Onco-Dermatology (EADO).
Caroline Robert est chef du service de dermatologie de l’Institut Gustave Roussy. Elle dirige aussi, conjointement avec le Dr Stephan Vagner, l'équipe de recherche sur le Mélanome au sein de l'unité Inserm 981.

## Distinctions et récompenses
- Prix Recherche de l'Inserm (2015)
- Prix Bettencourt Coups d'élan pour la recherche française (2015)[3]

## Ouvrages
- Traitement du mélanome par inhibiteurs de BRAF : manifestations cutanées, paru en 2013
- Maîtriser les effets cutanés de son traitement anti-EGFR, paru en 2008